# Rosa langyashanica
Rosa langyashanica es una especie de planta del género Rosa, de la familia Rosaceae.

## Taxonomía
Rosa langyashanica fue descrita por D. C. Zhang y J. Z. Shao en 1997.

## Distribución
Se encuentra en el territorio sudeste de China.